# جيري بلانتون
جيري بلانتون (بالإنجليزية: Jerry Blanton)‏ هو لاعب كرة قدم أمريكية أمريكي، ولد في 20 ديسمبر 1956 في توليدو في الولايات المتحدة.

## وصلات خارجية
- جيري بلانتون على موقع مرجع كرة القدم المحترفة.كوم (الإنجليزية)